# Marco Peixoto
Marco Antônio Lopes Peixoto (Santiago, 19 de agosto de 1955) é um político brasileiro.
Foi eleito deputado estadual à Assembleia Legislativa do Rio Grande do Sul na 49ª legislatura (1995 — 1999).